# Tsifteteli
Tsifteteli (griechisch τσιφτετέλι, von türkisch çifte telli, aus çifte, „doppelt“, „paarig“ und tel, „Saite“, auch çifteli, „mit doppelten“ [Saiten]) ist ein griechischer Volkstanz der Frauen, der mit seinen sinnlich-erotischen Hüftbewegungen und geradzahligen Rhythmen auf den gleichnamigen türkischen Volkstanz çifte telli zurückgeht und eine Variante des orientalischen Tanzes darstellt. Der improvisierte Einzeltanz oder berührungsfreie Paartanz kennt keine festgelegten Körperbewegungen oder Schrittfolgen.

## Herkunft
In seinem Hauptverbreitungsgebiet im arabischen Sprachraum wird der orientalische Tanz raqs scharqi (raqṣ šarqī „Tanz des Ostens“) genannt und ist umgangssprachlich schlicht als raqṣ („Tanz“) bekannt. Ein verwandter ägyptischer Frauentanz ist der baladī. Das wesentliche Unterscheidungsmerkmal von den meisten anderen Volkstänzen im Orient sind Hüftbewegungen „wie eine Schlange“, woher der französische Ausdruck dance du ventre rührt, der im Deutschen zu „Bauchtanz“ wurde. Charakteristisch ist ebenfalls ein Kostüm, dessen ungefähres heutiges Aussehen mit einem knappen Oberteil und einem langen durchscheinenden Rock unter dem Einfluss der westlichen Unterhaltungsindustrie ab Ende des 19. Jahrhunderts allmählich zur Konvention wurde. Die Tanztradition erstreckt sich von den Tanzmädchen der Ouled Nail im Maghreb über Ägypten bis zu den professionellen Gesangs- und Tanzgruppen der motrebi im Iran der Kadscharendynastie, vergleichbar den nautch (erotische Tanzmädchen in den Palästen der indischen Maharadschas). Bewegungselemente des orientalischen Tanzes gehörten demnach zu volkstümlichen Dorftänzen und zu höfischen Festen, stets in nicht-religiösem Zusammenhang. Als weiteres Kennzeichen kommen die bei den orientalischen Tanzstilen in den arabischen Ländern am weitesten verbreiteten Rhythmen im 8/8- und 4/4-Takt hinzu, die häufig durch Synkopen durchbrochen werden. In der Türkei ist daneben durch den Einfluss der in der Westtürkei und auf dem Balkan bei Volkstänzen beliebten asymmetrischen aksak-Rhythmen ein 9/8-Rhythmus mit 2+2+2+3 Zählzeiten üblich. Der professionelle Tanz ist im Orient von seinen Bewegungsmustern und seinem kulturellen Umfeld prinzipiell ein Frauentanz, auch wenn vom Osmanischen Reich bis ins südliche Zentralasien in Tavernen und Palästen anstelle der Tanzmädchen (türkisch çengi) auch Knaben in Frauenkleidern (köçek, persisch battscha, bačča) auftraten.
Das türkische Wort çifte telli stammt von der musikalischen Begleitung durch eine zweisaitige türkische Langhalslaute vom Typ der saz, die in Albanien çiftelia heißt. Es bezeichnet in der Türkei auch einen 2/4-Takt in der Volksmusik. Aus zwei verbundenen Spielröhren bestehende Einfachrohrblattinstrumente (Doppelklarinetten) werden çifte genannt. Ansonsten sind in der Türkei als Oberbegriff der Bauchtanzstile oryantal dans und göbek dansı („Bauchtanz“) neben regionalen Bezeichnungen geläufig.
Während der osmanischen Herrschaft verbreiteten sich Elemente der türkischen und arabischen Kultur einschließlich der Musik auf dem Balkan. Der Höhepunkt einer von Musik- und Tanzdarbietungen in den Cafés und Tavernen der ägäischen Hafenstädte geprägten Unterhaltungskultur im Osmanischen Reich war die Zeit des Sultans Abdülhamid II. (reg. 1876–1909). Zur Kundschaft der Gaststätten, die Essen, Alkohol und ein Unterhaltungsprogramm anboten, gehörten Arbeiter, Matrosen und ebenso Angehörige der oberen Klassen. Die Sängerinnen und Tänzerinnen stammten aus der griechischen, armenischen und jüdischen Minderheit der Nichtmuslime in Istanbul. Musiker waren häufig Roma.
In der zweiten Hälfte des 19. Jahrhunderts bildete sich in kleinasiatischen Städten wie Istanbul und Izmir (griechisch Smyrni) sowie in großen Städten auf dem griechischen Festland unter der griechischen Bevölkerung ein smyrneika genannter Musikstil. Der teilweise auf Türkisch vorgetragene Gesang wurde mit Violine, Gitarre, Mandoline, outi (bundlose Knickhalslaute, entspricht der arabischen oud), kanonaki (orientalische Kastenzither kanun) und sandouri (santouri, santur) begleitet. Eine Form des türkischen Volksliedes (türkü) im 9/4-Takt, zeybek havası, wurde in osmanisch-griechischen Cafés als zeibekiko aufgeführt.
Ein anderer orientalischer Musikstil war der rembetiko, der sich nach dem Bevölkerungsaustausch von 1922 zunächst in Piräus, später auch in Athen und Thessaloniki entwickelte, als die osmanischen Griechen aus Kleinasien vertrieben wurden. In den schwermütigen Liedern besangen die Rembetes ihre Subkultur, ihre Armut und den Verlust der Heimat. Trotz der deutlichen Bezüge zur osmanischen Musiktradition wurde das Rembetiko bald aus nationaler griechischer Musikstil empfunden.
In den schwermütigen Liedern des häufig 2/4-taktigen rembetiko brachte die untere Bevölkerungsschicht das Schicksal des armen Lebens und den Verlust der Heimat zum Ausdruck. Trotz der deutlichen Bezüge zur osmanischen Musiktradition wird der rembetiko von manchen Griechen zu einem nationalen griechischen Musikstil verklärt. Weitere populäre Musikstile, die in den 1920er und 1930er Jahren aus der osmanischen Volksmusiktradition auf dem Balkan entstanden, waren čalgiska muzika im heutigen Nordmazedonien, sevdalinka in Bosnien und starogradske pesme („Altstadtlieder“) in Serbien und Bulgarien.

## Aufführung
Der tsifteteli als ein Teil dieses kulturell pluralistischen Umfeldes im Osmanischen Reich verbreitete sich auf dem Balkan besonders ab etwa 1900 und nach 1922. Ein Bereich einer Gaststätte war üblicherweise für kleine Musikgruppen und Tänzerinnen reserviert, die zunächst gegen ein Trinkgeld und später mit einem festen Engagement auftraten. Die typische Gaststätte wurde Café-Aman genannt, vermutlich abgeleitet vom türkischen Mani Kahvesi. Die nunmehr professionellen Musiker saßen auf Stühlen auf einem Podium entfernt von den Zuschauern und den Tänzerinnen, im Unterschied zu den Musikern der um diese Zeit schwindenden Amateurgruppen, die bei Familienfeiern zwischen den Gästen umhergingen. Zur Professionalisierung der städtischen Musikszene trugen die ersten Schallplattenaufnahmen mit griechischer Volkstanzmusik Mitte der 1920er Jahre bei. Zu den Ensembles (koumpania) in Piräus und Athen um 1922 gehörte eine sandouri, eine laouto (Lauteninstrument mit kurzem Hals und Bünden), eine outi oder eine saz. Die Sängerin begleitete sich rhythmisch mit einer Rahmentrommel (defi), Löffeln (koutalia, türkisch kaşık) oder Zimbeln (zilia, türkisch zil). Häufig trat die Sängerin zugleich als Bauchtänzerin auf. Die Lieder klangen dem Smyrna-Stil des rembetiko im 2/4-Takt entsprechend langgezogen und traurig. Anspielungen an die Bauchtanztradition im Harem des osmanischen Sultans und eingestreute türkische Wörter in den Liedern dieser Zeit sind als nostalgische Rückbesinnung an die Herkunft zu verstehen.
Felix Hoerburger fasst nach Beobachtungen um 1960 drei Tanzstile ohne feste Form in Makedonien unter dem Oberbegriff rebetikos (rembetiko) zusammen: Den tsifte telli tanzen demnach zwei sich gegenüberstehende Männer mit erhobenen Armen. Beim zeimpetikos tanzt nur einer der beiden Männer mit erhobenen Armen, während sein Gegenüber mit den Händen klatscht. Hiervon unterscheidet er den „wahren rempetikos“, bei dem sich nur ein Mann mit erhobenen Armen bewegt.
Der städtische Tanzstil tsifteteli wird heute von Frauen und Paaren getanzt. Als Paartanz hat er sich aus dem Frauentanz entwickelt. Für den Rhythmus sorgen ein Schlagzeug oder Rahmentrommeln und Händeklatschen. Traditionelle Melodieinstrumente sind Violine, bouzouki und outi. Weitere Tanzstile der griechischen Volksmusik sind der Paartanz karsilamas im 9/8-Takt, der wie der zeibekiko aus Kleinasien stammt. Ansonsten sind für die griechische Variante des Bauchtanzes und die übrigen griechischen Tänze geradzahlige Takte üblich. Der typische griechische Reigentanz ist der ländliche syrtos, der abends in Gaststätten getanzt wird; eine moderne Variante ist der sirtaki. Die verschiedenen Tänze haben einen festen Platz in der nationalen griechischen Geschichtsschreibung. Bei Festen und Familienfeiern werden sie in einer bestimmten Reihenfolge aufgeführt, die in der Vorstellung von den alten griechischen Wurzeln zur Befreiung von der osmanischen Vorherrschaft (1821–1829) führt. Auf die ländlichen Volkstänze syrtos, kalamatianos (7/8-Takt) und tsamiko (3/4-Takt) folgen die städtischen Tänze zeibekiko und tsifteteli.
Neben seiner Wertschätzung als Unterhaltungsform und Tanzsport schwankt die Wahrnehmung des tsifteteli seit der zweiten Hälfte des 20. Jahrhunderts zwischen Ablehnung aus Prüderie, wegen behaupteter Frauendiskriminierung oder Ablehnung als nicht authentisch im Unterschied zu den klassischen griechischen Tänzen. Demgegenüber gibt es Versuche, den tsifteteli mit antiken Kulten um eine Muttergottheit und der griechischen Göttin Aphrodite in Verbindung zu bringen. Damit wäre der tsifteteli zur altgriechischen Kultur erhoben und hätte sich von dort als vermeintlich orientalischer Tanz verbreitet.
Ein bekanntes Beispiel eines für den tsifteteli komponierten rembetiko-Liedes ist Misirlou (türkisch Mısırlı, „Ägypterin“) von 1927, das später vielfach neu interpretiert wurde, unter anderem 1962 vom Surf-Gitarristen Dick Dale in einer Rock-Version.